# Valentin Atangana Edoa
Valentin Atangana Edoa (Yaoundé, 25 agosto 2005) è un calciatore francese, centrocampista dello Stade Reims.

## Carriera

### Club
Atangana ha iniziato la propria carriera giovanile nel Neuvillette-Jamin prima di trasferirsi all'accademia dello Stade Reims nel 2015. Ha iniziato a giocare con le riserve nel 2021 e ha firmato il suo primo contratto professionistico con il club il 7 maggio 2022. Ha fatto il suo debutto in prima squadra come subentrante nel finale della vittoria per 4-0 in Ligue 1 sul Troyes il 12 febbraio 2023.

### Nazionale
Ha giocato nelle nazionali giovanili francesi Under-17, Under-18 e Under-19. Con l’Under-17 ha vinto il Campionato Europeo nel 2022.

## Statistiche

### Presenze e reti nei club
Statistiche aggiornate al 4 gennaio 2025.
| Stagione             | Squadra              | Campionato           | Campionato | Campionato | Coppe nazionali | Coppe nazionali | Coppe nazionali | Coppe continentali | Coppe continentali | Coppe continentali | Altre coppe | Altre coppe | Altre coppe | Totale | Totale |
| Stagione             | Squadra              | Comp                 | Pres       | Reti       | Comp            | Pres            | Reti            | Comp               | Pres               | Reti               | Comp        | Pres        | Reti        | Pres   | Reti   |
| -------------------- | -------------------- | -------------------- | ---------- | ---------- | --------------- | --------------- | --------------- | ------------------ | ------------------ | ------------------ | ----------- | ----------- | ----------- | ------ | ------ |
| 2021-2022            | Stade Reims 2        | N2                   | 4          | 0          | -               | -               | -               | -                  | -                  | -                  | -           | -           | -           | 4      | 0      |
| 2022-2023            | Stade Reims 2        | N2                   | 18         | 0          | -               | -               | -               | -                  | -                  | -                  | -           | -           | -           | 18     | 0      |
| Totale Stade Reims 2 | Totale Stade Reims 2 | Totale Stade Reims 2 | 22         | 0          |                 | -               | -               |                    | -                  | -                  |             | -           | -           | 22     | 0      |
| 2022-2023            | Stade Reims          | L1                   | 7          | 0          | CF              | -               | -               | -                  | -                  | -                  | -           | -           | -           | 7      | 0      |
| 2023-2024            | Stade Reims          | L1                   | 15         | 0          | CF              | 0               | 0               | -                  | -                  | -                  | -           | -           | -           | 15     | 0      |
| 2024-2025            | Stade Reims          | L1                   | 16         | 0          | CF              | -               | -               | -                  | -                  | -                  | -           | -           | -           | 16     | 0      |
| Totale Stade Reims   | Totale Stade Reims   | Totale Stade Reims   | 38         | 0          |                 | 0               | 0               |                    | -                  | -                  |             | -           | -           | 38     | 0      |
| Totale carriera      | Totale carriera      | Totale carriera      | 60         | 0          |                 | 0               | 0               |                    | -                  | -                  |             | -           | -           | 60     | 0      |

### Cronologia presenze in Nazionale
| Cronologia completa delle presenze e delle reti in nazionale ― Francia under 19 | Cronologia completa delle presenze e delle reti in nazionale ― Francia under 19 | Cronologia completa delle presenze e delle reti in nazionale ― Francia under 19 | Cronologia completa delle presenze e delle reti in nazionale ― Francia under 19 | Cronologia completa delle presenze e delle reti in nazionale ― Francia under 19 | Cronologia completa delle presenze e delle reti in nazionale ― Francia under 19 | Cronologia completa delle presenze e delle reti in nazionale ― Francia under 19 | Cronologia completa delle presenze e delle reti in nazionale ― Francia under 19 |
| Data                                                                            | Città                                                                           | In casa                                                                         | Risultato                                                                       | Ospiti                                                                          | Competizione                                                                    | Reti                                                                            | Note                                                                            |
| ------------------------------------------------------------------------------- | ------------------------------------------------------------------------------- | ------------------------------------------------------------------------------- | ------------------------------------------------------------------------------- | ------------------------------------------------------------------------------- | ------------------------------------------------------------------------------- | ------------------------------------------------------------------------------- | ------------------------------------------------------------------------------- |
| 7-9-2023                                                                        | Inđija                                                                          | Francia under 19                                                                | 0 – 2                                                                           | Montenegro under 19                                                             | Amichevole                                                                      | -                                                                               | 83’                                                                             |
| 12-9-2023                                                                       | Mogilev                                                                         | Serbia under 19                                                                 | 0 – 1                                                                           | Francia under 19                                                                | Amichevole                                                                      | -                                                                               |                                                                                 |
| 13-10-2023                                                                      | Marbella                                                                        | Francia under 19                                                                | 2 – 0                                                                           | Belgio under 19                                                                 | Amichevole                                                                      | -                                                                               | 85’                                                                             |
| 17-10-2023                                                                      | Marbella                                                                        | Francia under 19                                                                | 3 – 3                                                                           | Svizzera under 19                                                               | Amichevole                                                                      | -                                                                               |                                                                                 |
| 20-3-2024                                                                       | Assen                                                                           | Francia under 19                                                                | 2 – 0                                                                           | Belgio under 19                                                                 | Qual. Europeo Under-19 2024                                                     | -                                                                               | 72’                                                                             |
| 23-3-2024                                                                       | Assen                                                                           | Paesi Bassi under 19                                                            | 0 – 1                                                                           | Francia under 19                                                                | Qual. Europeo Under-19 2024                                                     | -                                                                               |                                                                                 |
| 16-7-2024                                                                       | Belfast                                                                         | Francia under 19                                                                | 2 – 1                                                                           | Turchia under 19                                                                | Europeo Under-19 2024 - Gironi                                                  | -                                                                               | Cap. 56’                                                                        |
| 19-7-2024                                                                       | Larne                                                                           | Danimarca under 19                                                              | 2 – 4                                                                           | Francia under 19                                                                | Europeo Under-19 2024 - Gironi                                                  | -                                                                               | Cap.                                                                            |
| Totale                                                                          |                                                                                 | Presenze                                                                        | 8                                                                               |                                                                                 | Reti                                                                            | 0                                                                               |                                                                                 |

| Cronologia completa delle presenze e delle reti in nazionale ― Francia under 18 | Cronologia completa delle presenze e delle reti in nazionale ― Francia under 18 | Cronologia completa delle presenze e delle reti in nazionale ― Francia under 18 | Cronologia completa delle presenze e delle reti in nazionale ― Francia under 18 | Cronologia completa delle presenze e delle reti in nazionale ― Francia under 18 | Cronologia completa delle presenze e delle reti in nazionale ― Francia under 18 | Cronologia completa delle presenze e delle reti in nazionale ― Francia under 18 | Cronologia completa delle presenze e delle reti in nazionale ― Francia under 18 |
| Data                                                                            | Città                                                                           | In casa                                                                         | Risultato                                                                       | Ospiti                                                                          | Competizione                                                                    | Reti                                                                            | Note                                                                            |
| ------------------------------------------------------------------------------- | ------------------------------------------------------------------------------- | ------------------------------------------------------------------------------- | ------------------------------------------------------------------------------- | ------------------------------------------------------------------------------- | ------------------------------------------------------------------------------- | ------------------------------------------------------------------------------- | ------------------------------------------------------------------------------- |
| 21-9-2022                                                                       | Limoges                                                                         | Francia under 18                                                                | 3 – 0                                                                           | Estonia under 18                                                                | Amichevole                                                                      | -                                                                               | 46’                                                                             |
| 23-9-2022                                                                       | Limoges                                                                         | Francia under 18                                                                | 5 – 1                                                                           | Scozia under 18                                                                 | Amichevole                                                                      | 1                                                                               | 46’                                                                             |
| 25-9-2022                                                                       | Limoges                                                                         | Francia under 18                                                                | 2 – 3                                                                           | Polonia under 18                                                                | Amichevole                                                                      | -                                                                               | Cap.                                                                            |
| 17-11-2022                                                                      | Clairefontaine-en-Yvelines                                                      | Francia under 18                                                                | 2 – 0                                                                           | Italia under 18                                                                 | Amichevole                                                                      | -                                                                               | 54’                                                                             |
| 20-11-2022                                                                      | Clairefontaine-en-Yvelines                                                      | Francia under 18                                                                | 3 – 0                                                                           | Italia under 18                                                                 | Amichevole                                                                      | -                                                                               | 63’                                                                             |
| 24-3-2023                                                                       | Clairefontaine-en-Yvelines                                                      | Francia under 18                                                                | 4 – 3                                                                           | Germania under 18                                                               | Amichevole                                                                      | 1                                                                               |                                                                                 |
| 27-3-2023                                                                       | Clairefontaine-en-Yvelines                                                      | Francia under 18                                                                | 0 – 3                                                                           | Germania under 18                                                               | Amichevole                                                                      | -                                                                               |                                                                                 |
| Totale                                                                          |                                                                                 | Presenze                                                                        | 7                                                                               |                                                                                 | Reti                                                                            | 2                                                                               |                                                                                 |

| Cronologia completa delle presenze e delle reti in nazionale ― Francia under 17 | Cronologia completa delle presenze e delle reti in nazionale ― Francia under 17 | Cronologia completa delle presenze e delle reti in nazionale ― Francia under 17 | Cronologia completa delle presenze e delle reti in nazionale ― Francia under 17 | Cronologia completa delle presenze e delle reti in nazionale ― Francia under 17 | Cronologia completa delle presenze e delle reti in nazionale ― Francia under 17 | Cronologia completa delle presenze e delle reti in nazionale ― Francia under 17 | Cronologia completa delle presenze e delle reti in nazionale ― Francia under 17 |
| Data                                                                            | Città                                                                           | In casa                                                                         | Risultato                                                                       | Ospiti                                                                          | Competizione                                                                    | Reti                                                                            | Note                                                                            |
| ------------------------------------------------------------------------------- | ------------------------------------------------------------------------------- | ------------------------------------------------------------------------------- | ------------------------------------------------------------------------------- | ------------------------------------------------------------------------------- | ------------------------------------------------------------------------------- | ------------------------------------------------------------------------------- | ------------------------------------------------------------------------------- |
| 18-8-2021                                                                       | Montaigu                                                                        | Francia under 17                                                                | 1 – 2                                                                           | Spagna under 17                                                                 | Amichevole                                                                      | -                                                                               | 75’                                                                             |
| 21-8-2021                                                                       | Montaigu                                                                        | Francia under 17                                                                | 0 – 6                                                                           | Spagna under 17                                                                 | Amichevole                                                                      | -                                                                               | 46’ 90’                                                                         |
| 21-9-2021                                                                       | Budaörs                                                                         | Ungheria under 17                                                               | 0 – 2                                                                           | Francia under 17                                                                | Amichevole                                                                      | -                                                                               | Cap.                                                                            |
| 23-9-2021                                                                       | Telki                                                                           | Ungheria under 17                                                               | 0 – 3                                                                           | Francia under 17                                                                | Amichevole                                                                      | -                                                                               | 74’                                                                             |
| 26-10-2021                                                                      | Katerini                                                                        | Francia under 17                                                                | 3 – 0                                                                           | Moldavia under 17                                                               | Qual. Europeo Under-17 2022                                                     | -                                                                               |                                                                                 |
| 29-10-2021                                                                      | Katerini                                                                        | Francia under 17                                                                | 1 – 1                                                                           | Cipro under 17                                                                  | Qual. Europeo Under-17 2022                                                     | -                                                                               |                                                                                 |
| 1-11-2021                                                                       | Katerini                                                                        | Grecia under 17                                                                 | 1 – 0                                                                           | Francia under 17                                                                | Qual. Europeo Under-17 2022                                                     | -                                                                               | Cap.                                                                            |
| 7-12-2021                                                                       | Coverciano                                                                      | Italia under 17                                                                 | 3 – 1                                                                           | Francia under 17                                                                | Amichevole                                                                      | -                                                                               | 32’                                                                             |
| 9-12-2021                                                                       | Coverciano                                                                      | Italia under 17                                                                 | 2 – 1                                                                           | Francia under 17                                                                | Amichevole                                                                      | -                                                                               | Cap. 60’                                                                        |
| 22-2-2022                                                                       | Alès                                                                            | Francia under 17                                                                | 3 – 0                                                                           | Danimarca under 17                                                              | Amichevole                                                                      | -                                                                               | Cap.                                                                            |
| 25-2-2022                                                                       | Alès                                                                            | Francia under 17                                                                | 1 – 0                                                                           | Danimarca under 17                                                              | Amichevole                                                                      | -                                                                               | 46’                                                                             |
| 23-3-2022                                                                       | Hesperange                                                                      | Lussemburgo under 17                                                            | 0 – 2                                                                           | Francia under 17                                                                | Qual. Europeo Under-17 2022                                                     | -                                                                               | Cap.                                                                            |
| 26-3-2022                                                                       | Hesperange                                                                      | Francia under 17                                                                | 3 – 1                                                                           | Inghilterra under 17                                                            | Qual. Europeo Under-17 2022                                                     | 1                                                                               |                                                                                 |
| 19-4-2022                                                                       | Las Rozas de Madrid                                                             | Spagna under 17                                                                 | 4 – 1                                                                           | Francia under 17                                                                | Amichevole                                                                      | -                                                                               | Cap.                                                                            |
| 21-4-2022                                                                       | Las Rozas de Madrid                                                             | Spagna under 17                                                                 | 2 – 1                                                                           | Francia under 17                                                                | Amichevole                                                                      | -                                                                               | 75’                                                                             |
| 16-5-2022                                                                       | Ramat Gan                                                                       | Francia under 17                                                                | 6 – 1                                                                           | Polonia under 17                                                                | Europeo Under-17 2022 - Gironi                                                  | -                                                                               |                                                                                 |
| 19-5-2022                                                                       | Ramat Gan                                                                       | Francia under 17                                                                | 4 – 0                                                                           | Bulgaria under 17                                                               | Europeo Under-17 2022 - Gironi                                                  | -                                                                               | 80’                                                                             |
| 22-5-2022                                                                       | Rishon LeZion                                                                   | Paesi Bassi under 17                                                            | 3 – 1                                                                           | Francia under 17                                                                | Europeo Under-17 2022 - Gironi                                                  | -                                                                               | Cap. 54’                                                                        |
| 25-5-2022                                                                       | Rishon LeZion                                                                   | Germania under 17                                                               | 1 – 1 (3-4 dtr)                                                                 | Francia under 17                                                                | Europeo Under-17 2022 - Quarti di Finale                                        | -                                                                               | 49’                                                                             |
| 29-5-2022                                                                       | Netanya                                                                         | Francia under 17                                                                | 2 – 2 (6-5 dtr)                                                                 | Portogallo under 17                                                             | Europeo Under-17 2022 - Semifinale                                              | -                                                                               | 80’                                                                             |
| 1-6-2022                                                                        | Netanya                                                                         | Francia under 17                                                                | 2 – 1                                                                           | Paesi Bassi under 17                                                            | Europeo Under-17 2022 - Finale                                                  | -                                                                               | [ 2 ]                                                                           |
| Totale                                                                          |                                                                                 | Presenze                                                                        | 21                                                                              |                                                                                 | Reti                                                                            | 1                                                                               |                                                                                 |